# 黄金宫

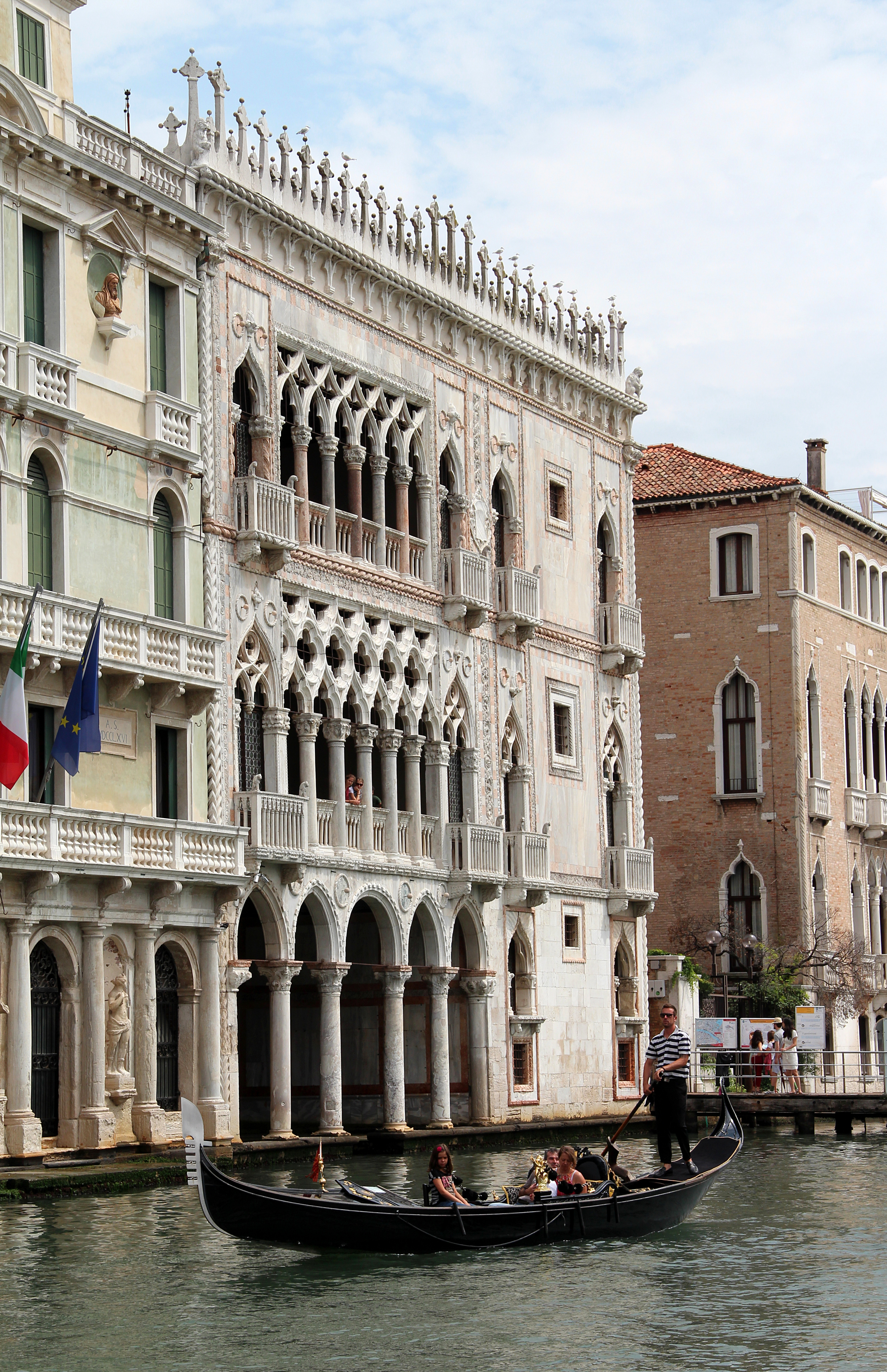
平底船的船夫在卡奧多河前航行

黄金宫（Ca' d'Oro，正式名称为圣索非亚宫（Palazzo Santa Sofia））是位於義大利北部威尼斯的一座古老宫殿，被认为是威尼斯大运河上最美丽的宫殿之一。它通常被称作“黄金宫”，因为曾经用镀金来装饰外墙。

## 简史
黄金宫由康达里尼家族兴建于1428年到1430年，这个家族在1043年到1676年之间产生了8位威尼斯公爵。每位当选的新公爵必须离开自己的府邸，搬入在公爵府的新居。
黄金宫的建筑师是乔瓦尼·邦和他的儿子巴特鲁姆·邦。这两位雕塑家和建筑师的工作是哥特式风格在威尼斯的缩影；他们最著名的作品是公爵府，特别是Carta门与所罗门的审判雕塑。
1797年威尼斯共和国倒台以后，这座宫殿曾经几易其主。19世纪的一位业主、芭蕾舞演员玛丽·塔里奥尼拆除了哥特式的庭院楼梯，並破坏了俯瞰庭院的华丽阳台。
1922年，这座宫殿最后一位业主乔治·弗兰凯蒂男爵将其捐给国家。经过修复后，包括重建楼梯，现在作为美术馆对公众开放。

## 建筑风格
黄金宫的主要立面面向大运河，风格是花枝招展的威尼斯哥特式。附近这种风格的其他建筑物还有巴巴罗宫（Palazzo Barbaro）和Palazzo Giustinian。威尼斯建筑师推崇的这种典雅的直线型风格，直到16世纪末巴洛克风格盛行，仍未被完全取代。
威尼斯哥特式风格外观上具有的拜占庭式建筑。在黄金宫的底层有一个凹进的柱廊，可以直接从运河进入门厅。柱廊上方是“贵族层”主人房间的封闭阳台。阳台上用科林斯柱式来支撑一排精致的窗户；这层阳台上面又是一层类似的封闭阳台，但是设计更为轻巧。这座宫殿可以简单地描述为介于中世纪教堂和清真寺之间。它婚礼蛋糕般的外观，使人不容易想到，其实它像其他大多数宫殿一样，也有一个小小的内院。